# Monterosi
Monterosi – miejscowość i gmina we Włoszech, w regionie Lacjum, w prowincji Viterbo.
Według danych na rok 2004 gminę zamieszkiwało 2428 osób, 242,8 os./km².